# Khoa học 2014
Khoa học năm 2014 có một số sự kiện khoa học quan trọng đã xảy ra. Liên Hợp Quốc đã chọn năm 2014 là năm quốc tế của các gia đình nông nghiệp và năm quốc tế về tinh thể học.

## Sự kiện, phát hiện và phát minh

### Tháng 1
- 8/1: Polistes brunetus - một loài Cánh màng Eo nhỏ mới được phát hiện tại vùng tây bắc Việt Nam.[1]
- 21/1: Quan sát thấy sao siêu mới SN 2014J bùng sáng trong thiên hà hình thành sao Messier 82 có vị trí biểu kiến thuộc chòm sao Đại Hùng
- 22/1: Loài đỉa Ozobranchus jantseanus được phát hiện có thể sống 24 giờ ở nhiệt độ −321 °F (−196 °C) và chín tháng ở −130 °F (−90 °C).[2][3]
- 29/1: Nhông axolotl có thể đã tuyệt chủng trong tự nhiên. Không cá thể nào được tìm thấy trong một cuộc nghiên cứu tại môi trường sống tự nhiên duy nhất còn sót lại của nó, hồ Xochimilco.[4]

### Tháng 3
- 26/3: Các nhà thiên văn học công bố xác nhận sự tồn tại của hệ thống vành đai đầu tiên quay quanh một tiểu hành tinh vi hình 10199 Chariklo.[5]

### Tháng 4

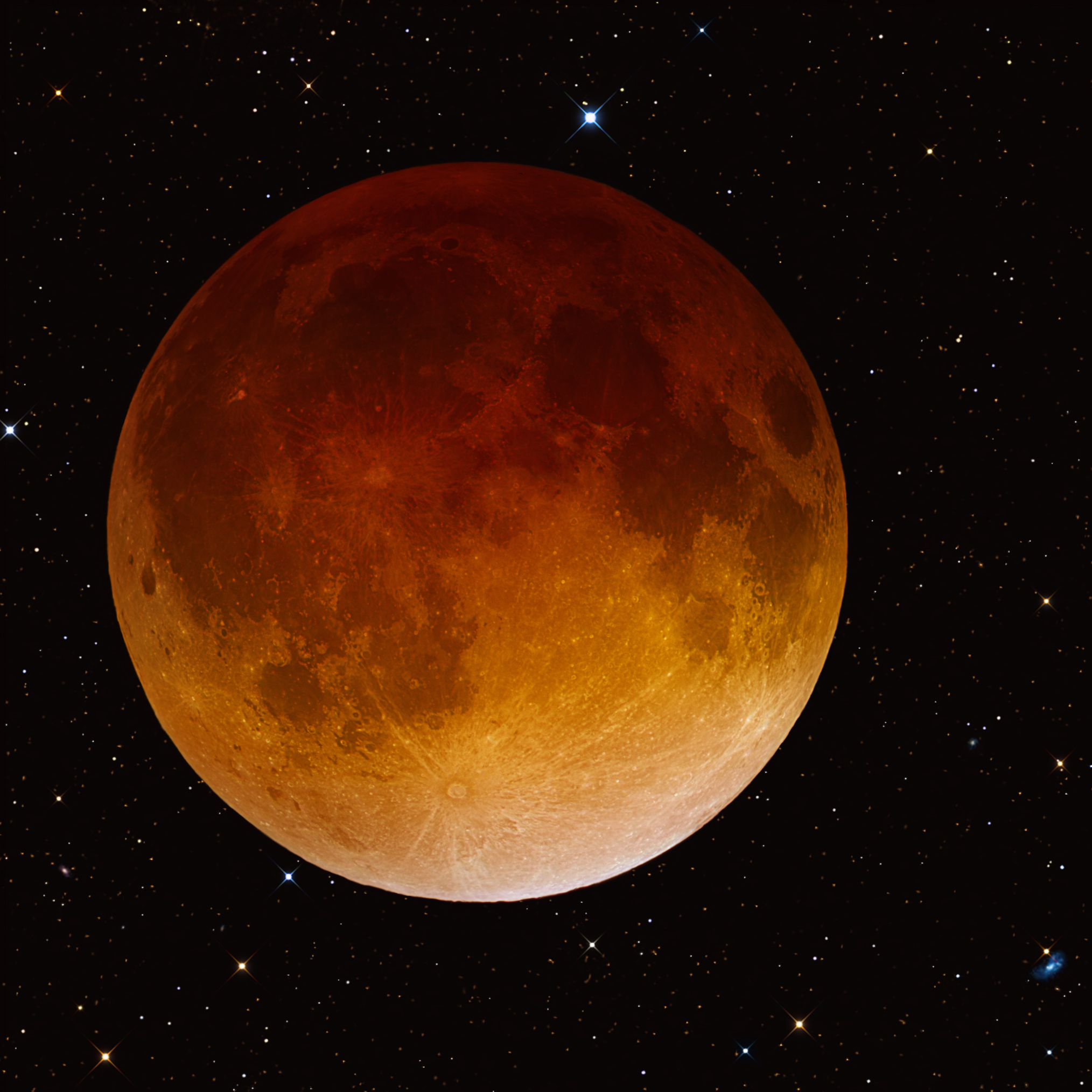
Nguyệt thực 15/4/2014

### Tháng 9
- 2/9: các nhà khoa học xác định sự tồn tại của siêu đám thiên hà Laniakea, là siêu đám thiên hà lớn hơn và bao gồm Siêu đám Xử Nữ, Siêu đám Trường Xà-Bán Nhân Mã và siêu đám Pavo-Indus.[6]
- 3/9: 2 loài thuộc chi Dendrogramma, họ Dendrogrammatidae được công bố là các loài động vật không xương sống bất đối xứng chưa được xếp vào bất cứ ngành nào hiện đang có của động vật.[7]

### Tháng 10

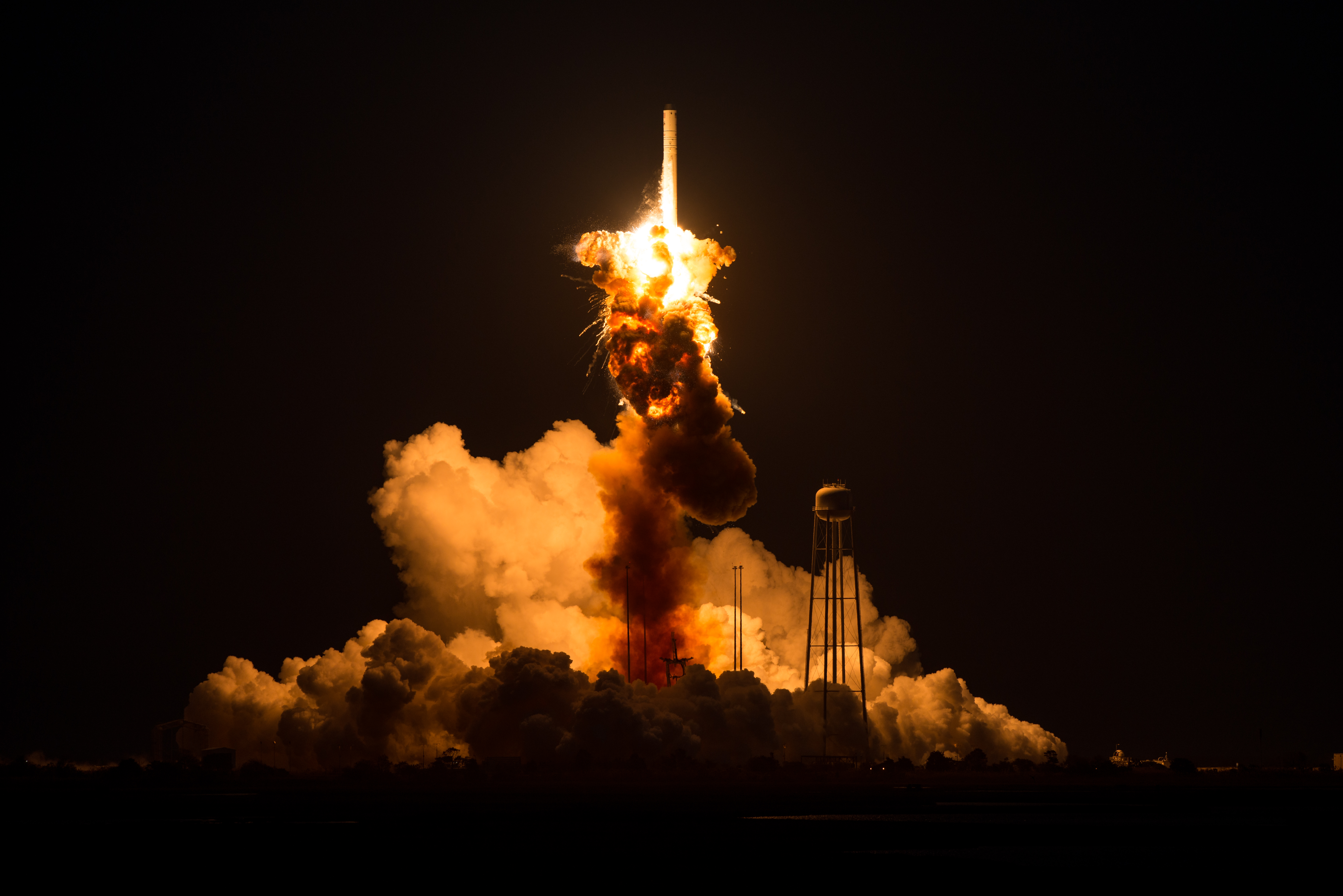
Tên lửa vận chuyển hàng hóa không người lái Cygnus CRS Orb-3 nổ sau khi rời bệ phóng

### Tháng 11
- 2/11: Các nhà khoa học thuộc đại học Bern, Thụy Sĩ tuyên bố đã chế tạo các hạt nano từ chất béo có thể điều trị nhiễm vi khuẩn mà không sử dụng kháng sinh nên không ngại chuyện kháng thuốc kháng sinh.[8][9]